# Prhoć
 Prhoć  falu Horvátországban Zágráb megyében. Közigazgatásilag Jasztrebarszkához tartozik.

## Fekvése
Zágrábtól 25 km-re délnyugatra, községközpontjától 5 km-re északkeletre fekszik. 

## Története
A falunak 1857-ben 158, 1910-ben 202 lakosa volt. Trianon előtt Zágráb vármegye Jaskai járásához tartozott. 2001-ben 242 lakosa volt. 

## Lakosság
| Lakosság változása | Lakosság változása | Lakosság változása | Lakosság változása | Lakosság változása | Lakosság változása | Lakosság változása | Lakosság változása | Lakosság változása | Lakosság változása | Lakosság változása | Lakosság változása | Lakosság változása | Lakosság változása | Lakosság változása |
| ------------------ | ------------------ | ------------------ | ------------------ | ------------------ | ------------------ | ------------------ | ------------------ | ------------------ | ------------------ | ------------------ | ------------------ | ------------------ | ------------------ | ------------------ |
| 1857               | 1869               | 1880               | 1890               | 1900               | 1910               | 1921               | 1931               | 1948               | 1953               | 1961               | 1971               | 1981               | 1991               | 2001               |
| 158                | 158                | 170                | 211                | 210                | 202                | 188                | 201                | 213                | 214                | 222                | 231                | 207                | 220                | 242                |

## Külső hivatkozások
Jasztrebaszka város hivatalos oldala